# Clettharina nitens
Clettharina nitens är en fjärilsart som beskrevs av George Francis Hampson 1894. Clettharina nitens ingår i släktet Clettharina och familjen trågspinnare. Inga underarter finns listade i Catalogue of Life.